# Остроушко Владислав Володимирович
Владислав Володимирович Остроушко (нар. 5 березня 1986, с. Іваньки, Маньківський район, Черкаська область) — український гандболіст, польовий гравець клубу «Мотор» та національної Збірної України.

## Біографія
Народився 5 березня 1986 року в селі Іваньки. Закінчив Київський спортивний ліцей-інтернат та Національний авіаційний університет. Перший тренер — Леонтьєв Володимир Максимович. Майстер спорту.

## Спортивна кар'єра
Грав у клубах:
- Авіатор (Київ) (2005—2007)
- ЗТР (2007—2010)
- Університет Лесгафта-Нева (Санкт-Петербург) (2010—2011)
- Мотор (2011—2012)
- Динамо (Мінськ) (2012—2013)
- Мотор (2013—2014)
- Кчургоі (Угорщина) (2014—дотепер)[2]

## Досягнення
Чемпіон України — 2007/08, 2008/09, 2009/10